# Wereldkampioenschappen alpineskiën 1996
De Wereldkampioenschappen alpineskiën 1996 werden van 12 tot en met 25 februari 1996 gehouden in de Sierra Nevada in Spanje. Het WK was een jaar uitgesteld vanwege sneeuwgebrek in 1995. Er stonden tien onderdelen op het programma, vijf voor mannen en vijf voor vrouwen.

## Wedstrijdschema
| Datum       | Mannen            | Vrouwen           |
| ----------- | ----------------- | ----------------- |
| 12 februari |                   | Super G           |
| 13 februari | Super G           |                   |
| 17 februari | Afdaling          |                   |
| 18 februari |                   | Afdaling          |
| 19 februari | Alpine Combinatie | Alpine Combinatie |
| 22 februari |                   | Reuzenslalom      |
| 23 februari | Reuzenslalom      |                   |
| 24 februari |                   | Slalom            |
| 25 februari | Slalom            |                   |

## Medailles

### Mannen
| Onderdeel    | Goud                       | Goud    | Zilver                  | Zilver  | Brons                            | Brons   |
| ------------ | -------------------------- | ------- | ----------------------- | ------- | -------------------------------- | ------- |
| Combinatie   | Marc Girardelli Luxemburg  | 3.31,95 | Lasse Kjus Noorwegen    | 3.32,20 | Günther Mader Oostenrijk         | 3.32,93 |
| Afdaling     | Patrick Ortlieb Oostenrijk | 2.00,17 | Kristian Ghedina Italië | 2.00,44 | Luc Alphand Frankrijk            | 2.00,45 |
| Reuzenslalom | Alberto Tomba Italië       | 1.58,63 | Urs Kälin Zwitserland   | 1.59,07 | Michael von Grünigen Zwitserland | 1.59,45 |
| Slalom       | Alberto Tomba Italië       | 1.42,26 | Mario Reiter Oostenrijk | 1.42,57 | Michael von Grünigen Zwitserland | 1.42,81 |
| Super G      | Atle Skårdal Noorwegen     | 1.21,80 | Patrik Järbyn Zweden    | 1.22,09 | Kjetil André Aamodt Noorwegen    | 1.22,11 |

### Vrouwen
| Onderdeel    | Goud                           | Goud    | Zilver                        | Zilver  | Brons                          | Brons   |
| ------------ | ------------------------------ | ------- | ----------------------------- | ------- | ------------------------------ | ------- |
| Combinatie   | Pernilla Wiberg Zweden         | 3.19,68 | Anita Wachter Oostenrijk      | 3.21,73 | Marianne Kjørstad Noorwegen    | 3.22,35 |
| Afdaling     | Picabo Street Verenigde Staten | 1.54,06 | Katja Seizinger Duitsland     | 1.54,63 | Hilary Lindh Verenigde Staten  | 1.54,70 |
| Reuzenslalom | Deborah Compagnoni Italië      | 2.10,74 | Karin Roten Meier Zwitserland | 2.11,09 | Martina Ertl Duitsland         | 2.11,44 |
| Slalom       | Pernilla Wiberg Zweden         | 1.31,46 | Patricia Chauvet Frankrijk    | 1.32,32 | Urška Hrovat Slovenië          | 1.32,33 |
| Super G      | Isolde Kostner Italië          | 1.21,00 | Heidi Zurbriggen Zwitserland  | 1.21,66 | Picabo Street Verenigde Staten | 1.21,71 |

### Medailleklassement
| Plaats | Land             | Goud | Zilver | Brons | Totaal |
| 1      | Italië           | 4    | 1      | 0     | 5      |
| 2      | Zweden           | 2    | 1      | 0     | 3      |
| 3      | Oostenrijk       | 1    | 2      | 1     | 4      |
| 4      | Noorwegen        | 1    | 1      | 2     | 4      |
| 5      | Verenigde Staten | 1    | 0      | 2     | 3      |
| 6      | Luxemburg        | 1    | 0      | 0     | 1      |
| 7      | Zwitserland      | 0    | 3      | 2     | 5      |
| 8      | Duitsland        | 0    | 1      | 1     | 2      |
| 8      | Frankrijk        | 0    | 1      | 1     | 2      |
| 10     | Slovenië         | 0    | 0      | 1     | 1      |
| Totaal | Totaal           | 10   | 10     | 10    | 30     |